# Ernesto Pieri
Ernesto Pieri (Buenos Aires; ? - 9 de octubre de 1969) fue un futbolista argentino que se desempeñaba como delantero, se formó en las Divisiones Inferiores de Talleres. Fue uno de los goleadores más importantes que tuvo el Club Atlético Talleres en las épocas del amateurismo del fútbol argentino (años 20). Posee uno de los promedios de gol más altos en la historia de Talleres con 0,87 tantos por partido.

## Trayectoria

### Talleres
Se formó en las Divisiones Inferiores de Talleres y debutó de manera oficial en noviembre de 1916 en un clásico frente a Belgrano de Córdoba, cuyo resultado 3-2 fue favorable al "Matador" de Barrio Jardín; en aquel partido Ernesto anotó dos goles. Fue partícipe de las giras internacionales por Chile y Uruguay (en 1923 y 1924 respectivamente); tuvo una participación destacada en el debut internacional de Talleres, quedando siempre entre los once titulares para jugar. Pieri y el Talleres de los años 20 marcaron un hito en el fútbol del interior de Argentina; el 11 inicial de Talleres para su primer partido con un equipo del exterior: Armando Rousset; Víctor Ponce y Félix Rossetti; Eduardo Ponce, Pedro Falco y Emilio Fernández; Juan Prax, Horacio Salvatelli, Ernesto Pieri, Antonio Pimientel y Luis Santiago Bustos. Fue 0 a 0 ante la Selección de Paraguay.
En el año 1917 Pieri y su equipo consiguieron la Copa La Bandera. Para ser campeón le ganó la final a Juniors (6-0) en General Paz con goles de Ernesto Pieri (3), Horacio Salvatelli, Juan Prax y Rafael Castro.  Aquella tarde Talleres formó con: Alfredo Gárgaro; Félix Rosetti y Nicolás Serrichio; Jerónimo García, Luis Salvatelli, y Santiago Bolognino; Juan Prax, Horacio Salvatelli, Manuel Chávez; Ernesto Pieri y Rafael Castro. Aquel 1917 marcó un antes y un después en la historia del club. Tras un conflicto con la Liga Cordobesa, Talleres fue expulsado de la entidad madre de nuestro fútbol. Al año siguiente cambió nombre y fecha de fundación con el fin de convertirse en una personería jurídica diferente, para poder dar marcha atrás a la desafiliación y retornar a la antigua LCF. Volvió con el nombre que en un principio su precursor eligió, el del Club Atlético Talleres.
A la fecha es uno de los delanteros con el promedio de gol más altos en la historia de Talleres, con 62 goles en 71 partidos oficiales (promedio de 0,87 tantos por partido jugado).

## Clubes
| Club             | País      | Año         |
| ---------------- | --------- | ----------- |
| Talleres         | Argentina | 1915 - 1925 |
| Racing Club      | Argentina | 1925 - 1926 |
| Sportivo Palermo | Argentina | 1926 - 1929 |

## Palmarés
| Título               | Club     | País      | Año  |
| -------------------- | -------- | --------- | ---- |
| Copa Vélez Sarsfield | Talleres | Argentina | 1916 |
| Copa La Bandera      | Talleres | Argentina | 1917 |
| Federación           | Talleres | Argentina | 1918 |
| Oficial LCF          | Talleres | Argentina | 1921 |
| Oficial LCF          | Talleres | Argentina | 1922 |
| Oficial LCF          | Talleres | Argentina | 1923 |
| Oficial LCF          | Talleres | Argentina | 1924 |
| Gath and Cháves      | Talleres | Argentina | 1925 |